# Віллем Схаутен

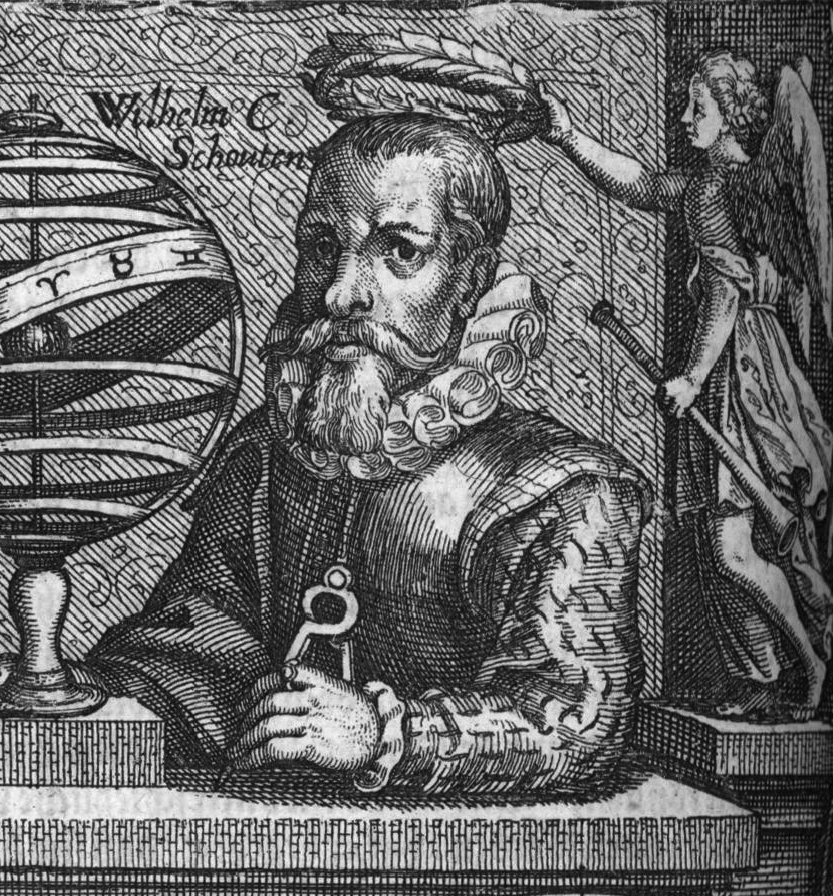
Віллем Корнеліс Схаутен

Віллем Корнеліс Схаутен (нід. Willem Cornelisz(oon) Schouten МФА: [ˈʋɪləm kɔrˈneːlɪˌsoːn 'sxʌu̯tə] Ви́люм Корне́лисон Сха́втю; нар. близько 1567, Горн — пом. 1625, Мадагаскар) — нідерландський мандрівник-мореплавець. Відомий відкриттям острова Естадос і мису Горн.

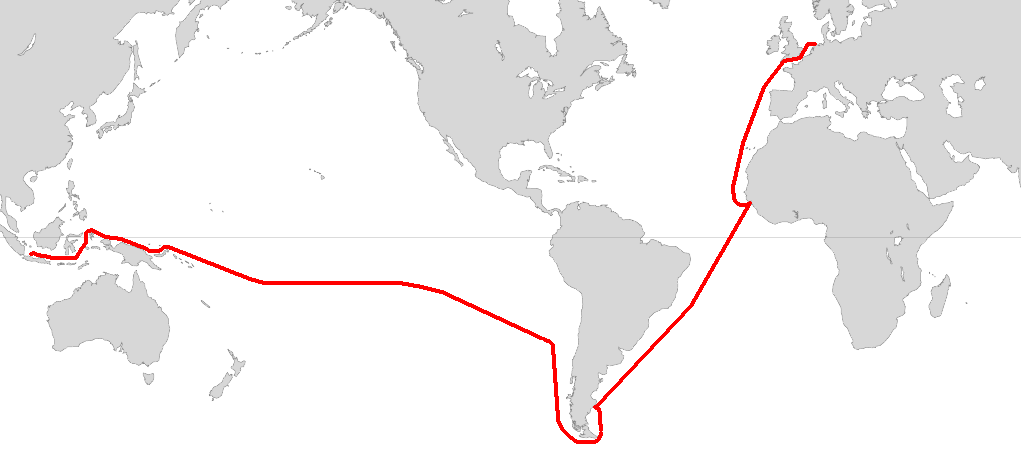
Маршрут подорожі 1615–1616 років

В кінці 1615 року відкрив острів Естадос, в 1616 році відкрив найпівденнішу точку Південної Америки. Мис, котрий відкрив мореплавець,названий на честь його рідного міста — Горн: нині мис носить назву «Горн». Оминувши мис Горн, він довів, що Вогняна Земля не є північним краєм Невідомої Південної Землі.
Схаутен опублікував свій щоденник спостережень в Амстердамі в 1618; незабаром його перекладено й іншими мовами.
Крім того, відомий подорожами у водах Нової Гвінеї, Австралії і Мадагаскару.

## Цікаві факти
На честь Віллема Схаутена названо астероїд — 11773 Схаутен.